# Dänischer Freimaurerorden

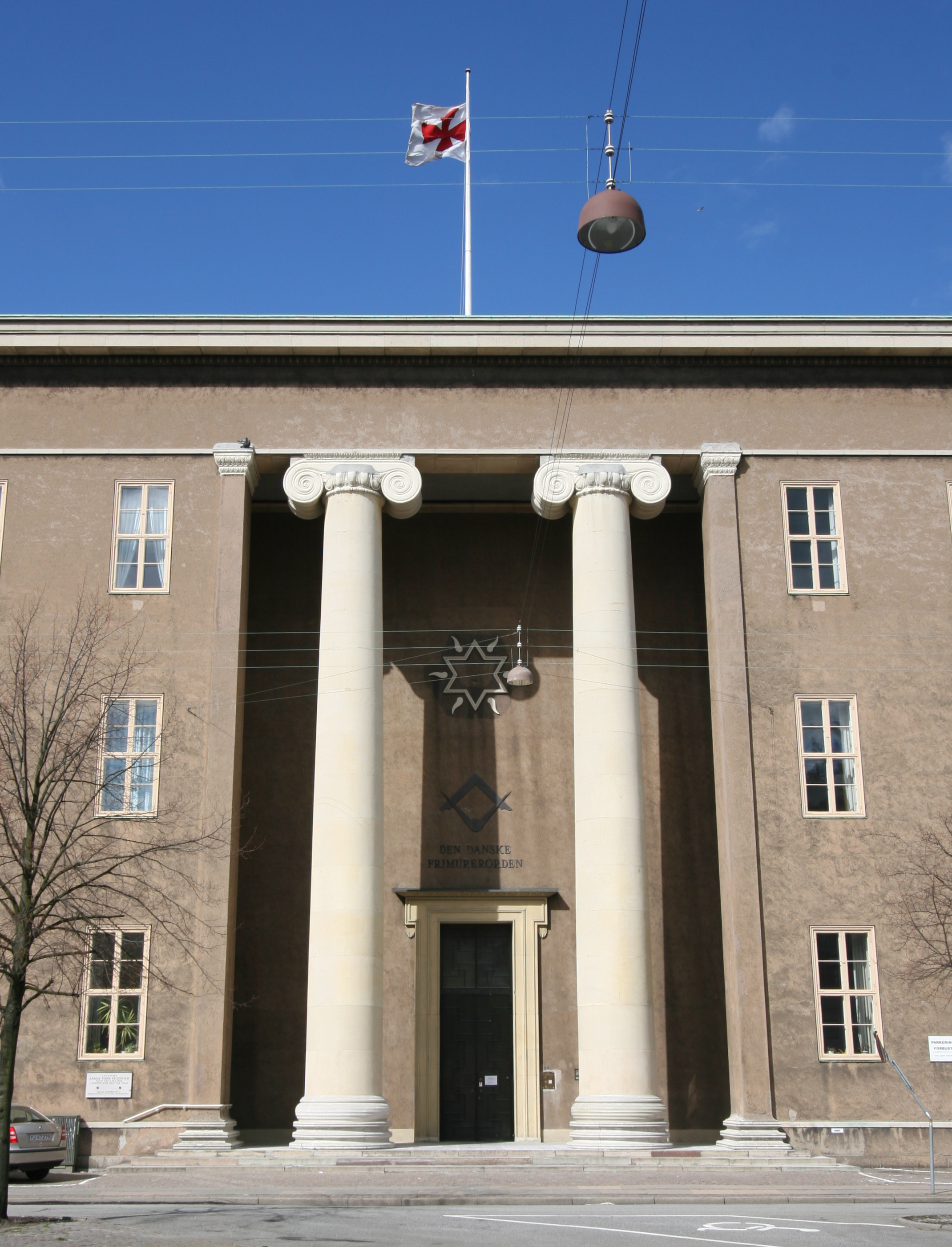
Ordenshaus des Dänischen Freimaurerordens am Fælledparken im Kopenhagener Stadtteil Østerbro

Der Dänische Freimaurerorden (dänisch: Den Danske Frimurerorden), auch unter dem Namen Großloge von Dänemark bekannt, ist die Dachorganisation der regulären Freimaurerlogen in Dänemark. Der Dänische Freimaurerorden wurde am 16. November 1858 gegründet.
Der Dänische Freimaurerorden arbeitet gemäß den Regeln des Schwedischen Lehrsystems. Er ist durch die Vereinigte Großloge von England anerkannt.

## Mitglieder
Der Dänische Freimaurerorden hat ungefähr 7.500 Mitglieder.
Ihm gehörten unter anderem folgende königliche Mitglieder an:
- Friedrich VII.[1]
- Friedrich VIII.[1]
- Christian X.[1]
- Prinz Harald[1]

Weitere Mitglieder:
- Gutsbesitzer Carl Frederik von Blixen-Finecke[1]
- Entertainer Amin Jensen[5]